# Liu Shanshan
Liu Shanshan (16 de março de 1992) é uma futebolista profissional chinesa que atua como defensora.

## Carreira
Liu Shanshan fez parte do elenco da Seleção Chinesa de Futebol Feminino, nas Olimpíadas de 2016. 